# Dasyhesma coolgardensis
Dasyhesma coolgardensis är en biart som beskrevs av Exley 2004. Dasyhesma coolgardensis ingår i släktet Dasyhesma och familjen korttungebin. Inga underarter finns listade i Catalogue of Life.

## Bildgalleri

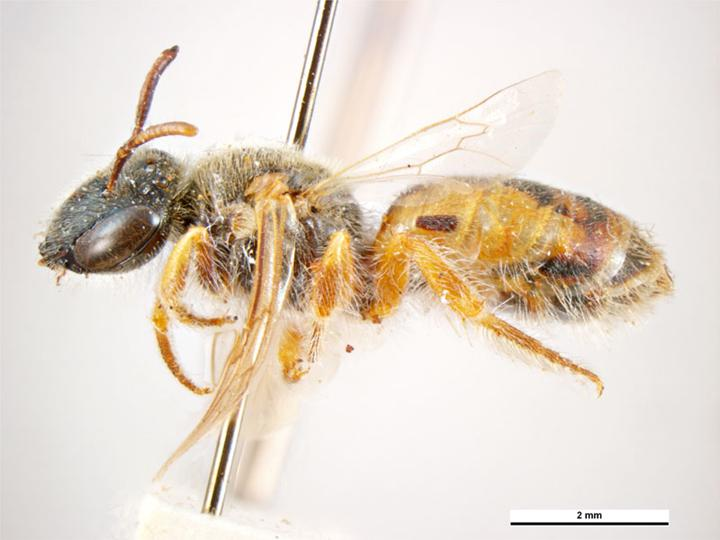